# Cortambert
Cortambert is een gemeente in het Franse departement Saône-et-Loire (regio Bourgogne-Franche-Comté) en telt 201 inwoners (1999). De plaats maakt deel uit van het arrondissement Mâcon.

## Geografie
De oppervlakte van Cortambert bedraagt 16,4 km², de bevolkingsdichtheid is 12,3 inwoners per km².
De onderstaande kaart toont de ligging van Cortambert met de belangrijkste infrastructuur en aangrenzende gemeenten.

## Demografie
Onderstaande figuur toont het verloop van het inwonertal (bron: INSEE-tellingen).